# Брустад, Фредрик
Фредрик Брустад (норв. Fredrik Brustad; род. 22 июня 1989, Осло) — норвежский футболист, нападающий. Сыграл один матч за сборную Норвегии.

## Клубная карьера

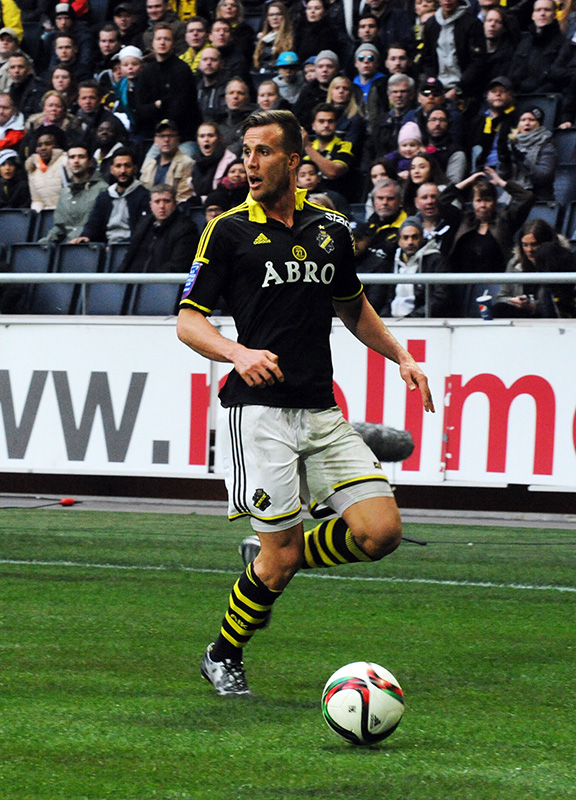
Брустад в составе АИКа

Брустад — воспитанник клубов «Уллерн» и «Люн». В 2008 году он переехал в США, где поступил в Стетсонский университет, во время обучения в котором Фредрик выступал за его футбольную команду. В 2010 году он присоединился к молодёжному составу «Орландо Сити». В 2011 году Брустад вернулся на родину, став игроком «Стабека». 27 октября в матче против «Олесунна» он дебютировал в Типпелиге. 22 апреля 2012 года в поединке против «Саннес Ульф» Фредрик забил свой первый гол за «Стабек». В 2013 году клуб вылетел в Первую лигу Норвегии, но Брустад остался в команде и через год помог ей вернуться в элиту.
В начале 2015 года Брустад перешёл в шведский АИК. 6 апреля в матче против «Хальмстада» он дебютировал в Аллсвенскан лиге. 26 апреля в поединке «Эребру» Фредрик забил свой первый гол за АИК.
Летом 2016 года Брустад перешёл в «Молде». 23 июля в матче против «Сарпсборг 08» он дебютировал за новую команду. 6 августа в поединке против «Будё-Глимт» Фредрик забил свой первый гол за «Мольде».

## Международная карьера
27 августа 2014 года в товарищеском матче против сборной ОАЭ Брустад дебютировал за сборную Норвегии.

## Статистика

### Матчи Брустада за сборную Норвегии
| Матчи Брустада за сборную Норвегии | Матчи Брустада за сборную Норвегии | Матчи Брустада за сборную Норвегии | Матчи Брустада за сборную Норвегии | Матчи Брустада за сборную Норвегии | Матчи Брустада за сборную Норвегии |
| ---------------------------------- | ---------------------------------- | ---------------------------------- | ---------------------------------- | ---------------------------------- | ---------------------------------- |
| №                                  | Дата                               | Соперник                           | Счёт                               | Голы Брустада                      | Соревнование                       |
| 1                                  | 27 августа 2014                    | ОАЭ                                | 0:0                                | —                                  | Товарищеский матч                  |

Итого: 1 матч / 0 голов; 0 побед, 1 ничья, 0 поражений.